# Agnes Husband
Agnes Husband (née le 20 mai 1852 – morte le 30 avril 1929) est une suffragette et femme politique écossaise. Elle est l'une des premières conseillères municipales de la ville de Dundee, qui lui rend hommage en lui dédiant une plaque commémorative dans la Dundee City Chambers (en) et en affichant un portrait de celle-ci aux McManus Galleries and Museum,.

## Biographie
Agnes Husband naît à Tayport, fille de John Husband et Agnes Lamond (ou Lomand).
Agnes et sa sœur travaille comme couturières à la Murraygate de Dundee
À partir de la quarantaine, Agnes Husband dans le Parti travailliste. Elle est candidate défaite lors de l'élection scolaire de 1897. En 1901, elle est l'une des deux premières femmes élues à l'assemblée paroissiale,. En 1905, elle obtient un siège au conseil d'administration scolaire,.
Elle suit des cours du soir au Dundee University College. Elle devient également présidente de la branche locale de la Women's Freedom League (WFL). Elle participe et devient une source d'informations de première main lors d'une manifestation à Westminster.
Elle a influencé plusieurs personnalités telles Annot Robinson. En octobre 1913, au cours de sa présidence de la WFL, celle-ci fait alliance avec la Women's Social and Political Union (WSPU) pour manifester contre l'alimentation forcée à la prison de Dundee.  